# Micromus fanfai
Micromus fanfai is een insect uit de familie van de bruine gaasvliegen (Hemerobiidae), die tot de orde netvleugeligen (Neuroptera) behoort. 
Micromus fanfai is voor het eerst wetenschappelijk beschreven door Monserrat in 1993.